# Macuá
Der Macuá ist ein Cocktail-Getränk, das vor allem aus weißem Rum und Fruchtsäften (dem Saft von Guaven, Orangen und Zitronen) im Verhältnis 3:2:2:1 erzeugt wird. Benannt ist das Getränk nach einem in Nicaragua heimischen Vogel.

## Geschichte
Als Erfinder des Macuá gilt Dr. Edmundo Miranda, ein Kinderarzt aus Granada, einer Stadt am Nicaraguasee.
Bekannt wurde das Getränk im Oktober 2006, als es in einem vom staatlichen Rumhersteller gesponserten Wettbewerb zum „Nationalgetränk Nicaraguas“ gekürt wurde.